# 安北乡
安北乡，是中华人民共和国四川省达州市渠县下辖的一个乡镇级行政单位。

## 行政区划
安北乡下辖以下地区：
南山村、西垭村、高桥村、白岩村、平桥村和双凤村。